# 8. julij
8. julij je 189. dan leta (190. v prestopnih letih) v gregorijanskem koledarju. Ostaja še 176 dni.

## Dogodki
- 793 – zgodi se eden prvih dokumentiranih napadov Vikingov, ki izropajo angleški otok Lindisfare
- 1099 – 15.000 sestradanih križarjev zasmehujejo med spokorniško procesijo okoli Jeruzalemskega obzidja
- 1497 – Vasco da Gama se odpravi na svojo prvo pot proti Indiji
- 1630 – v koloniji Massachusetts prvič praznujejo zahvalni dan
- 1709 – v bitki pri Poltavi ruski car Peter Veliki premaga Švede
- 1833 – Rusija in Turčija skleneta sporazum v Hünkâr Iskelesiju
- 1889 – izide prva številka Wall Street Journala
- 1919 – Jugoslaviji dodelijo Prekmurje
- 1940 – začetek bitke za Anglijo
- 1990 – ob grobišču žrtev povojnih pobojev v Kočevskem Rogu poteka spravna slovesnost
- 1997 – NATO povabi v članstvo Poljsko, Češko in Madžarsko ter zavrne Slovenijo in Romunijo
- 2003 – Wikipediji se pridružita različici v madžarščini in hebrejščini

## Rojstva
- 1053 – Širakava, japonski cesar († 1129)
- 1545 – Carlos de Austria - Don Carlos, španski princ († 1568)
- 1593 – Artemisia Gentileschi, italijanska slikarka († okoli 1653)
- 1621 – Jean de La Fontaine, francoski pesnik, basnopisec († 1695)
- 1760 – Christian Kramp, francoski matematik († 1826)
- 1809 – Ljudevit Gaj, hrvaški politik, jezikoslovec († 1872)
- 1819 – Vatroslav Lisinski, hrvaški skladatelj († 1854)
- 1836 – Joseph Chamberlain, angleški politik († 1914)
- 1838 – Ferdinand von Zeppelin, nemški graditelj zrakoplovov († 1917)
- 1839 – John Davison Rockefeller, ameriški podjetnik († 1937)
- 1851 – sir Arthur John Evans, valižanski arheolog († 1941)
- 1857 – Alfred Binet, francoski psiholog in izumitelj testa inteligentnosti († 1911)
- 1867 – Käthe Kollwitz, nemška slikarka († 1945)
- 1882 – Percy Grainger, avstralski pianist, saksofonist, skladatelj († 1961)
- 1885 – Ernst Bloch, nemški filozof († 1977)
- 1895 – Igor Tamm, sovjetski fizik († 1971)
- 1906 – Philip Johnson, ameriški arhitekt († 2005)
- 1911 – Edo Mihevc, slovenski arhitekt († 1985)
- 1919 – Walter Scheel, nemški politik († 2016)
- 1935 – Vitalij Ivanovič Sevastjanov, ruski kozmonavt († 2010)
- 1951 – Anjelica Huston, ameriška filmska igralka
- 1955 – Jožef Horvat, slovenski politik in fizik
- 1958 – Kevin Bacon, ameriški filmski igralec
- 1960 – Ena Begović, hrvaška filmska igralka († 2000)
- 1972 – Tina Gorenjak, slovenska gledališka in filmska igralka, pevka
- 1977 – Christian Abbiati, italijanski nogometaš
- 1980 – Robbie Keane, irski nogometaš
- 1981 – Anastazija Miskina, ruska tenisačica

## Smrti
- 975 – Edgar, angleški kralj (* okoli 942)
- 1113 – Zbigniew Poljski, poljski vojvoda (* 1073)
- 1115 – Peter Puščavnik, menih, voditelj križarskega pohoda ubogih (* 1050)
- 1153 – Evgen III., papež italijanskega rodu (* po letu 1080)
- 1184 – Oton I., brandenburški mejni grof (* 1128)
- 1261 – Adolf IV., grof Holsteina in Schauenburga (* 1205)
- 1253 – Teobald IV., francoski plemič, šampanjski grof, navarski kralj  (I.) (* 1201)
- 1390 – Albert Saksonski, nemški filozof in logik (* 1320)
- 1444 – Peter Pavel Vergerij starejši, italijanski humanist in pravnik, rojen v Kopru (* 1370)
- 1496 – Benedetto Bonfigli, italijanski slikar (* okoli 1420)
- 1538 – Diego de Almagro, španski konkvistador (* 1479)
- 1583 – Fernão Mendes Pinto, portugalski pustolovec (* okoli 1510)
- 1623 – Gregor XV., papež italijanskega rodu (* 1554)
- 1676 – Ferenc Rákóczi I., madžarski plemič (* 1645)
- 1695 – Christiaan Huygens, nizozemski astronom, fizik, matematik (* 1629)
- 1784 – Torbern Olof Bergman, švedski kemik (* 1735)
- 1822 – Percy Bysshe Shelley, angleški pesnik (* 1792)
- 1826 – Luther Martin, ameriški državnik (* 1748)
- 1859 – Oskar I., švedsko-norveški kralj (* 1799)
- 1873 – Franz Xaver Winterhalter, nemški slikar (* 1805)
- 1897 – Alojzij Matija Zorn, goriški nadškof (* 1837)
- 1917 – Thomas John Thomson, kanadski slikar (* 1877)
- 1933 – sir Anthony Hope Hawkins, angleški pisatelj (* 1863)
- 1934 – Édouard Benjamin Baillaud, francoski astronom (* 1848)
- 1943 – Jean Moulin, francoski upornik (* 1899)
- 1950 – Othmar Spann, avstrijski filozof, sociolog, ekonomist (* 1878)
- 1962 – Georges Bataille, francoski knjižničar, pisatelj, filozof (* 1897)
- 1967 – Vivian Mary Hartley - Vivien Leigh, angleška gledališka in filmska igralka (* 1913)
- 1979 – Šiničiro Tomonaga, japonski fizik, nobelovec 1965 (* 1906)
- 1994 – Kim Il Sung, severnokorejski diktator (* 1912)
- 2022 – Šinzo Abe, japonski politik in predsednik vlade (* 1954)